# Basin (Montana)
Pour les articles homonymes, voir Basin.
Basin est une census-designated place (CDP) située dans le comté de Jefferson, dans l'ouest des États-Unis, dans le Montana. Elle se trouve à mi-chemin entre les villes de Butte et d'Helena. Elle est traversée par un cours d'eau appelé Basin Creek. La population de Basin est de 255 habitants au recensement de l'an 2000. Les archéologues ont mis au jour des indices d'une présence humaine vieille de près de 10 000 ans sur un site proche de Clancy (en), à environ 32 km de Basin. 
Entre le début de l'ère chrétienne et le milieu du XIXe siècle, la région a été occupée par des tribus amérindiennes nomades qui chassaient le bison dans les vallées et les plaines. Avec la découverte de l'or et l'afflux de mineurs à Basin et dans ses environs, les indigènes ont été contraints par le gouvernement fédéral à se retirer dans des réserves.
Basin se situe sur une formation géologique appelée Batholite de Boulder (en) qui est riche en minerais. Avec la ruée vers l'or et vers l'argent, le village connut une forte croissance démographique et sa population atteignit les 1 500 habitants dans les années 1900. Puis la population déclina à mesure que l'activité minière baissa. Les traces de ce passé sont encore visibles de nos jours avec la présence d'équipements d'extraction minière. Il reste de nombreux bâtiments datant l'âge d'or de Basin : une station de pompiers, une poste, deux restaurants, un bar, une galerie commerciale et de petites boutiques. Aujourd'hui, le village possède une école élémentaire, son propre système de gestion de l'eau et une station de radio. Il est en partie géré par un conseil d'administrateurs élus, mais le village dépend surtout du gouvernement du comté de Jefferson. Enfin, entre 1993 et 2011, Basin abrita le Montana Artists Refuge.

## Géographie
Basin se trouve à environ 16 km au sud-est du Continental Divide dans un canyon étroit le long de l'Interstate 15, à mi-chemin entre les villes de Butte et d'Helena. Basin fait partie de la Micropolitan Statistical Area d'Helena (Montana). Il se trouve à 1 626 mètres d'altitude le long de l'Interstate 15 à 43 km au nord de Butte et à 56 km au sud d'Helena. L'Interstate 15 est la seule route carrossable qui relie Basin autres villes. Le Basin Creek traverse le village du nord vers le sud et se jette dans la Boulder River au sud-est du village. Le Continental Divide se trouve à environ 16 km en amont du Basin Creek. 

## Géologie
À la fin du Crétacé, entre 81 et 74 millions d'années avant notre ère, de la roche en fusion monta vers la surface dans l'actuel comté de Jefferson. En se refroidissant lentement, ce magma se transforma en une immense poche de granit de 160 km de diamètre pour 16 km d'épaisseur. Cette masse de roches ignées intrusives (aussi appelées roches plutoniques) est un pluton allochtone connu sous le nom de batholite de Boulder. Il s'étend d'Helena à Butte et abrite d'importants gisements de minerais précieux. Lorsque le granit se refroidit, il se fendit ce qui permit la formation de veines d'or. Plusieurs millions d'années plus tard, l'érosion permit à l'or de se retrouver dans les graviers du Basin Creek et d'autres cours d'eau de la région comme la Boulder River et le Cataract Creek. Dans le sous-sol, le batholite est recouvert d'une couche de quartz monzonite (en) elle-même surmontée par de l'andésite formée à la fin du Crétacé et de la dacite, une roche magmatique volcanique microlithique composée de quartz, de plagioclase, de verre et de minéraux ferromagnésiens. Cette dernière  s'est formée pendant l'ère tertiaire, entre 65 et 1,8 millions d'années avant notre ère. Des dykes de dacite et de rhyolite se sont formés dans les couches d'andésite et de quartz monzonite.